# Ароче, Педро
Педро Ароче де лос Монтерос (исп. Pedro Aroche de los Monteros; род. 14 марта 1946) — мексиканский легкоатлет, специалист по спортивной ходьбе. Выступал за сборную Мексики по лёгкой атлетике в начале 1970-х — середине 1980-х годов, победитель Кубка мира в командном зачёте, обладатель серебряной медали Центральноамериканских и Карибских игр, серебряный призёр центральноамериканского и карибского чемпионата, участник летних Олимпийских игр в Мюнхене.

## Биография
Педро Ароче родился 14 марта 1946 года.
Впервые заявил о себе в лёгкой атлетике на международном уровне в сезоне 1972 года, когда вошёл в состав мексиканской сборной и благодаря череде успешных выступлений удостоился права защищать честь страны на летних Олимпийских играх в Мюнхене. В программе ходьбы на 20 км показал время 1:33:05, расположившись в итоговом протоколе соревнований на 12-й строке.
В 1974 году в той же дисциплине выиграл серебряную медаль на Центральноамериканских и Карибских играх в Санто-Доминго, уступив на финише только титулованному соотечественнику Раулю Гонсалесу.
В 1977 году на Кубке мира по спортивной ходьбе в Милтон-Кинс финишировал вторым позади Рауля Гонсалеса в 50-километровой дисциплине и вместе с соотечественниками стал победителем мужского командного зачёта (Кубка Лугано).
В 1979 году установил свой личный рекорд на дистанции 20 км — 1:23:22. На Кубке мира в Эшборне был дисквалифицирован за нарушение техники ходьбы, при этом мексиканские ходоки вновь выиграли Кубок Лугано.
На Кубке мира 1983 года в Бергене вновь получил дисквалификацию, стал бронзовым призёром мужского командного зачёта.
В 1984 году в 50-километровой ходьбе одержал победу на Панамериканском кубке в Букараманге.
В 1985 году в дисциплине 50 км завоевал серебряную награду на чемпионате Центральной Америки и Карибского бассейна в Нассау — здесь его обошёл соотечественник Мартин Бермудес.